# Katedra św. Idziego w Grazu
Katedra św. Idziego w Grazu (niem. Grazer Dom lub Domkirche zum heiligen Ägydius) – katedra diecezji Grazu-Seckau w Austrii, wybudowana w stylu gotyckim w latach 1438–1462 według projektu Hansa Niesenbergera. Godność katedry posiada od 1786.